# Animonde
 (mai 2022).
Si vous disposez d'ouvrages ou d'articles de référence ou si vous connaissez des sites web de qualité traitant du thème abordé ici, merci de compléter l'article en donnant les références utiles à sa vérifiabilité et en les liant à la section « Notes et références ».
Animonde est un jeu de rôle français de romantic fantasy (orthographié romantïk-fantasy par les auteurs du jeu). Il est écrit et autoproduit par Croc en 1988. Dans l'univers d'Animonde, le travail de la pierre et des métaux sont presque inexistants, et les humains emploient des animaux morts ou vivants à la place. Le système de jeu est peu violent, et met l'accent sur les sentiments, les relations humaines et les liens avec les animaux.

## Histoire éditoriale
Animonde est le troisième jeu de Croc, après Bitume et Gore !. Il est autopublié sous la forme d'un livret de 88 pages en 1988. La couverture souple du livret est illustrée par Jean-Claude Mézières, et sert également d'écran de jeu. Sa sortie est suivie de deux suppléments, L'Arc-en-ciel des ténèbres, qui présente le monde, et Aventures pour Animonde, un recueil de scénarios pour un personnage-joueur et un meneur de jeu.
En 2006, une nouvelle édition d'Animonde est annoncée par un éditeur indépendant, le Studio Saint-Germain. Cette édition prend le nom d'Animondes au pluriel, et ajoute au jeu original des voyages spatiaux entre différentes planètes. Initialement prévu pour l'automne 2006, le jeu n'est toujours pas sorti à la mi-2007. Son développement est abandonné le 14 août 2009 comme l'annonce le site web du studio.

## Système de jeu
Le système de jeu est tiré de celui de Bitume. Les personnages sont créés en tirant des caractéristiques primaires au hasard ou en y répartissant un nombre limité de points. Ces caractéristiques sont notées de 0 à 10. Des caractéristiques secondaires sont calculées à partir des primaires. Le joueur achète enfin pour son personnage 12 talents notés sur 100 et des avantages et inconvénients en dépensant des points.
Chaque personnage a un sexe, un milieu d'origine (ville, toundra, montagne, etc) et une caste qui vont influencer ses caractéristiques et déterminer les talents et avantages qu'il peut choisir. 
Les actions se résolvent en jetant un dé à cent faces ; il faut faire un score inférieur ou égal au talent en rapport avec l'action pour réussir l'action.

### Castes
Les castes sont similaires à des classes de personnages à ceci près qu'elles ont chacune un rôle différent dans la société :
- Les artisans font partie du triptyque commercial avec les chasseurs et les marchands. Ils achètent les animaux aux chasseurs, les tuent pour fabriquer des objets ou les dressent, et vendent leurs produits aux marchands. C'est la seule caste à pouvoir tuer un animal sans douleur.

- Les aventuriers sont des vagabonds et voyageurs sans rôle précis dans la société.

- Les chasseurs sont les meilleurs pour entrer en symbiose avec un animal ; ils ne tuent pas les animaux, mais les capturent et les vendent aux artisans.

- Les chevaliers furent créés par les gardiens à l'époque où ceux-ci s'opposaient aux autres hommes. Ce sont des personnages à part, peu sentimentaux et à la faible paix intérieure, qui se battent désormais pour des causes qui les passionnent ou pour protéger des gardiens.

- Les gardiens contrôlaient autrefois la planète en tyrans, avant que les hommes normaux ne découvrent la symbiose avec les animaux et ne s'en servent pour les renverser. Les gardiens modernes sont les héritiers de l'homme à la montagne d'argent, le premier gardien à s'opposer à ses pairs. Ils disposent de pouvoirs télépathiques et servent de conseillers spirituels.

- Les marchands achètent les animaux dressés et les outils aux artisans pour les transporter et les vendre.

- Les nobles dirigent chacun un petit fief et beaucoup passent une existence molle dans leur palais.

- Les soldats sont surtout un signe extérieur de puissance pour les nobles. Ils se battent finalement très peu, puisqu'il leur suffit le plus souvent d'effrayer leurs adversaires ; beaucoup d'autres castes les voient donc comme des paresseux inutiles.

- Les troubadours ont pour tâche d'apporter des plaisirs de toute sorte aux autres nobles, aux marchands et aux autres castes.

### Sentiments
Plusieurs règles originales servent à gérer les sentiments des personnages :
- La paix intérieure est une caractéristique mesurant le bien-être d'un personnage. Elle monte et descend en fonction des actions accomplies et des drames observés : par exemple, un personnage qui se repose, se fait des amis ou a des relations sexuelles pourra voir sa paix intérieure monter. Elle descendra en revanche si le personnage est soumis à des épreuves, comme de tuer un humain ou un animal, de se faire des ennemis ou d'être témoin de violence. Ce qui va affecter la paix intérieure d'un personnage dépend aussi de sa caste. Si la paix intérieure d'un personnage devient négative, il risque de subir des effets négatifs, comme de sombrer dans la tristesse ou la folie, voire se suicider.
- Les personnages ont des niveaux de relation entre eux. Notés de -4 (haine) à +4 (amour), ils représentent la façon dont un personnage en voit un autre. Des relations très fortes donnent une chance de réaliser des miracles comme de ressusciter l'être aimé.
- Tous les personnages peuvent entrer en symbiose avec des animaux, ce qui fonctionne un peu comme un contrat : un homme va promettre de nourrir une chenicarpe (une sorte de grosse chenille velue qui sert d'écharpe) pour qu'en retour elle lui tienne chaud.
- Le combat peut être empêché par de l'intimidation, qui marche ou bien si le personnage est effrayant et menaçant, ou bien s'il semble inoffensif et évoque la pitié.
- Si le combat éclate, les coups font baisser le moral de celui qui les reçoit. Les coups les plus violents (appelés effet GORE) font même baisser le moral de tous ceux qui en sont témoins.

## Univers
L'ambiance générale et les constantes de l'univers sont décrites dans le livre de base, puis le supplément L'Arc-en-ciel des ténèbres décrit un continent et ses royaumes.
Animonde était autrefois dirigée par les gardiens qui dominaient le monde grâce à leurs pouvoirs psychiques, jusqu'à ce que l'un d'entre eux, l'homme à la montagne d'argent, se rebelle contre les autres gardiens et découvre la symbiose avec les animaux. Il l'apprend aux autres humains qui s'en servent pour se révolter contre les gardiens. Les gardiens créent la caste des chevaliers pour se défendre, mais la rébellion est quand même victorieuse et les gardiens maléfiques éradiqués. Les terres sont réparties entre des seigneurs élus, qui se font aussitôt la guerre jusqu'à ce que les nouveaux gardiens formés par l'homme à la montagne d'argent ne les arrêtent et fixent la taille des domaines des seigneurs.
La société est divisée en castes, chaque personne ayant un rang social précis. Les rangs sociaux s'illustrent par des talons hauts que portent les gens. Chaque royaume est dirigé par un seigneur, souvent secondé par des gardiens. L'économie est gérée par le triptyque commercial composé des chasseurs, des artisans et des marchands. Le métal étant inconnu, ce sont des petits escargots vivants, les escarnais, qui font office de monnaie. De la même façon, les vêtements, armes et armures sont tous faits de créatures vivantes ou mortes : des mandibules de mantes religieuses géantes sont employées comme épées, des algues blindées et du corail comme armure, des phalènes comme décoration, des chenilles vivantes comme écharpes, etc. De nombreux animaux ont ainsi leur rôle dans la société et la vie de tous les jours.